# Cephalops nitidellus
Cephalops nitidellus är en tvåvingeart som beskrevs av José Albertino Rafael 1991. Cephalops nitidellus ingår i släktet Cephalops och familjen ögonflugor. Inga underarter finns listade i Catalogue of Life.